# Аналоговий горор
Аналоговий горор (англ. Analog Horror) або аналогові жахи — піджанр жахів знайденого кадру, у якому використовуються художні елементи, що нагадують про аналогові носії кінця XX століття, наприклад, VHS-касети, касетні записи та старі телепередачі. Характерною особливістю цього стилю є навмисне використання низькоякісного відео та аудіо, що створює відчуття спотворення та моторошності. В аналогових жахах часто трапляються химерні та загадкові сюжети, що містять тривожні образи та послання, приховані в шарах погіршеного відео та звуку.
Аналогові жахи здобули популярність з виходом серій «Local 58» на платформі YouTube.

## Риси жанру
Аналоговий горор характеризується кількома відмінними елементами, які виділяють його в жанровому просторі жахів. В основі аналогового жаху лежить візуальна і слухова естетика застарілих медіаформатів — як-от VHS-касети, спотворені телепередачі та зернисті кіноплівки. Ностальгійні, але тривожні візуальні образи викликають відчуття дискомфорту і занепокоєння, занурюючи глядачів у колективні спогади про ранні технологічні обмеження. В сукупності всі ці складові викликають ефект моторошної долини. Попри те, що на відміну від традиційних фільмів жахів, у центрі уваги яких перебувають чітко визначені персонажі, аналогові жахи часто зводять до мінімуму або зовсім виключають протагоністів, натомість поміщають глядача безпосередньо в рамки оповіді. Цей прийом розмиває межі між вигадкою і реальністю, посилює занурення у сюжет і робить глядача активним учасником подій, що розгортаються.
Крім того, аналоговий горор характеризується поступовою ескалацією напруги. Замість того, щоб покладатися на миттєві шоки чи відверту криваву бійню, він створює повзуче відчуття страху, що послідовно зростає через тонкі натяки, таємничі події та поступове розкриття тривожних істин. Цей повільний підхід посилює очікування і тривогу, залишає тривалий вплив на глядача ще довго після завершення перегляду. Ще однією відмінною рисою аналогових жахів є їхня невизначеність і відкритість наративу.

## Приклади

### Local 58
Вигаданий телеканал громадського доступу, розташованого в окрузі Мейсон, Західна Вірджинія, під назвою «Місцевий-58» (англ. Local 58) (позивний WCLV-TV). Ефір постійно захоплюється і демонструються моторошні кадри, що негативним чином впливають на глядачів.

### «Каталог Мандели» (англ.The Mandela Catalogue)
Дія розгортається в уявному окрузі Мандела, штат Вісконсін, який заполонили «альтернативи» — неземні сутності, які спричиняють психологічні муки, щоб привласнити собі особу своїх жертв як двійників. Сюжет оповідає про зусилля місцевої та національної влади щодо боротьби із загрозою, що виникла.

### Gemini Home Entertainment
Аналоговий веб-серіал-антологія жахів, у якому розповідається історія про позаземне вторгнення і апокаліпсис, що насувається. Серіал представлений у вигляді колекції вигаданих VHS-касет, які компанія Gemini Home Entertainment розповсюджувала в 1980-х і 1990-х роках.
В основі Gemini Home Entertainment лежать химерні істоти й сутності, такі як планета Айріс (англ. Iris), створіння дереволаз (англ. woodcrawler) і садівник (англ. gardener), які вселяються в людей або замінюють їх, що нагнітає напруженість розповіді. Центральне місце в сюжеті займає табір «Місячні акри» (англ. Moonlight Acres) — таємниче місце, пов'язане із загадковими «добре одягненими чоловіками», які виявляються інопланетними істотами.
Серіал поступово розкриває жахливі позаземні плани, які беруть початок у 1930-х роках, а головним антагоністом стає жива планета Айріс.

### «Залаштунки» (англ.The Backrooms)
Аналогові горор-серії, які поширюються на YouTube різними незалежними один від одного авторами. У його основі лежить міська легенда, що описує величезний, лабіринтоподібний простір, що складається з нескінченних коридорів, населених монстрами, які переховуються. Згідно з міфом, люди можуть випадково потрапити до «залаштунків», якщо випадково «випадуть» з реальності. «Залаштунки» наділені середовищем, де кожен коридор має однаковий вигляд, населені невідомими істотами, що становлять постійну загрозу для тих, хто опинився в пастці простору.

### «Файли Вальтена» (англ.The Walten Files)
Аналоговий вебсеріал жахів, що розповідає про похмуру історію ресторану Bon's Burgers, заснованого в 1974 році Джеком Волтеном і Феліксом Кракеном. Оповідь розгортається через колекцію віднайдених VHS-касет, що містять кадри часів розквіту ресторану в 1970-х і 1980-х роках. Серіал натхненний серією ігор Five Nights at Freddy's.

### Vita Carnis
Аналоговий серіал, події якого розгортаються у світі, що змінився після знахідки повзуна — химерного розгалуженого м'ясистого організму, знайденого в 1931 році. Відтоді суспільство пристосувалося до співіснування з «повзучим», хоча його прояви, зокрема істоти з «живого м'яса», становлять постійну загрозу для людства.
Наратив зосереджується на появі восьми загрозливих видів, відомих під загальною назвою Vita Carnis (укр. живе мʼясо):
- Міміки — людиноподібні істоти, що нагадують видовжених людей без шкіри, з виряченими очима та зубастими оскалами, відомі тим, що полюють на людей, поки ті сплять.
- Носії — безокі гуманоїди з видовженими руками, здатні випускати спори, що проникають у мозок і змушують людей рухатися до них.
- М'ясний мох — сам повзун, що має вигляд товстих, жилавих структур, які розростаються в різних середовищах і можуть слугувати замінником м'яса.
- Обрізки — маленькі, беззахисні падальщики, яких іноді тримають як домашніх улюбленців.
- М'ясні змії — змієподібні маси м'яса, які є пасивними та нешкідливими пожирачами трупів.
- Збирач — цибулинна рослина, що має вусики, які простягаються в землю й оточують центральну цибулину. Істота має хижу поведінку, за допомогою вусиків затягує жертв під землю, де заживо їх перетравлює.

- Крім того, серія представляє загадкові елементи, такі як моноліти — колосальні й майже незламні фігури висотою в сотні метрів, і сингулярності — таємничі сутності, що здатні порушувати закони фізики.